# Bombardamenti di Genova nella seconda guerra mondiale
Durante la seconda guerra mondiale Genova, per l'importanza del suo porto e delle sue industrie (a partire dall'Ansaldo e dalla Piaggio), subì numerosi bombardamenti aerei e navali, che causarono ingenti danni tessuto urbanisitico-architettonico e un significativo numero di vittime.
Le strutture militari e civili preposte a difesa della città erano largamente impreparate e sottodimensionate rispetto agli attacchi che si verificarono nel quinquennio della guerra: non vi era un adeguato sistema di contraerea (un solo aereo fu abbattuto, ed esposto al Teatro Margherita) e i rifugi erano largamente insufficienti, in grado di ospitare solo il 5% della popolazione (trentamila posti per una popolazione di seicentomila abitanti).

## Bombardamenti navali

### 14 giugno 1940
Il 14 giugno 1940, quattro giorni dopo l'entrata in guerra dell'Italia, una formazione navale francese salpata da Tolone e composta dagli incrociatori pesanti Dupleix e Colbert e dai cacciatorpediniere Vautour e Albatros cannoneggia la zona industriale di Genova, tra Sestri Ponente e Arenzano (contemporaneamente, un'altra formazione francese attacca gli impianti industriali di Savona e Vado Ligure). La reazione delle batterie costiere italiane danneggia gravemente l'Albatros, mentre quella della Regia Marina, data l'esiguità delle forze navali disponibili in loco (la squadra navale è concentrata a Taranto), si limita a un coraggioso ma inefficace contrattacco da parte della torpediniera Calatafimi. Il bombardamento francese causa comunque pochi danni materiali, tutti riparati in meno di dieci giorni, e poche perdite tra i civili (tre morti e dodici feriti).

### 9 febbraio 1941

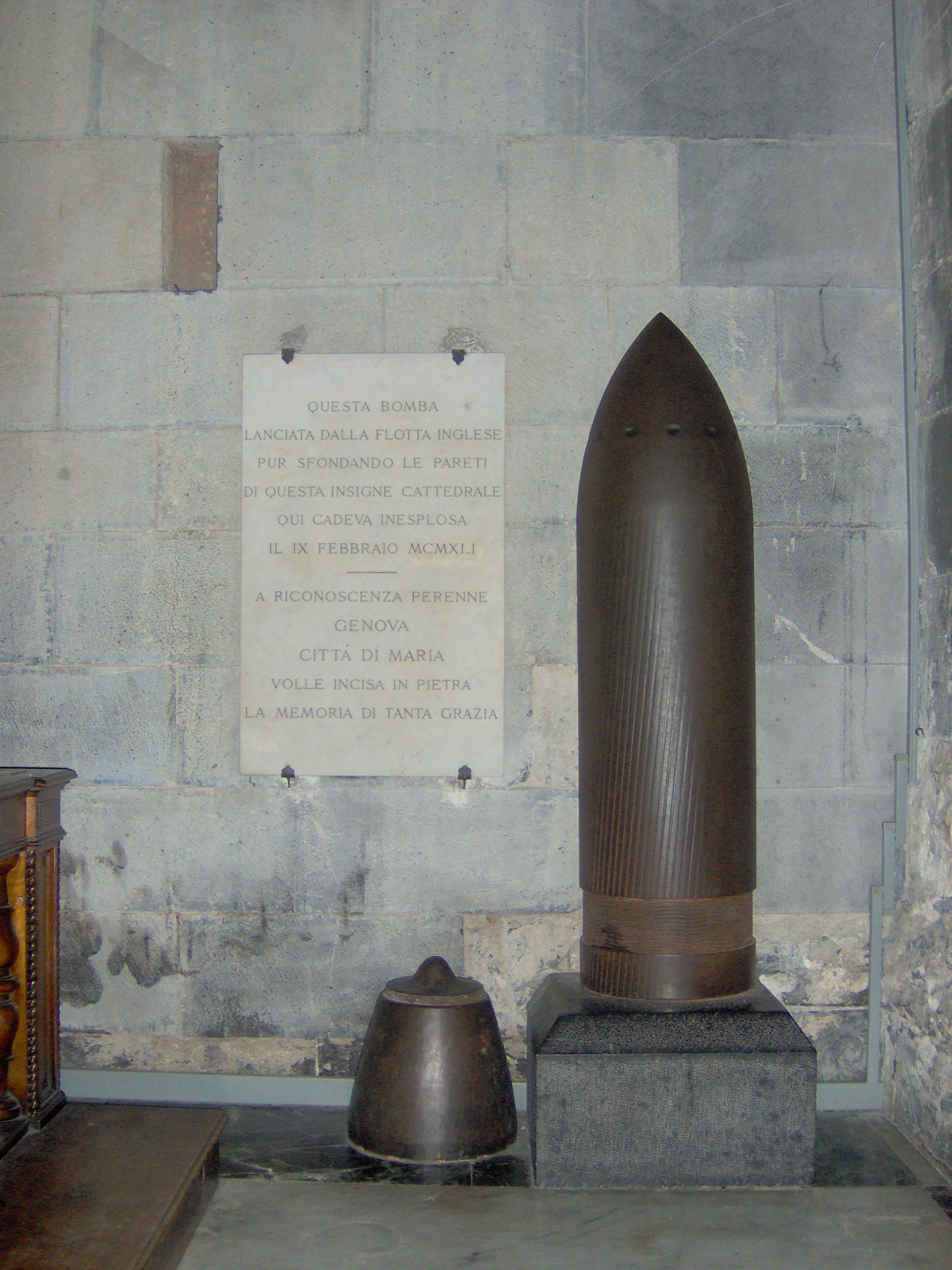
Un proietto da 381 mm. L'iscrizione è erronea, in quanto questo proietto venne posizionato nella cattedrale a posteriori in sostituzione di quello originale, che era stato disinnescato e gettato in mare.

Un secondo e ben più pesante bombardamento navale di Genova ha luogo il 9 febbraio 1941 per opera della Forza H britannica, salpata da Gibilterra: l’azione è eseguita dall’incrociatore da battaglia Renown, dalla corazzata Malaya e dall'incrociatore leggero Sheffield, scortati da dieci cacciatorpediniere e coadiuvati da aerei decollati dalla portaerei Ark Royal (che al contempo lancia attacchi aerei secondari contro La Spezia e Livorno). In tutto vengono sparati 273 colpi da 381 mm, 782 da 152 mm e 400 da 114 mm, dei quali soltanto un terzo colpisce la città e gli impianti industriali; questi ultimi non subiscono danni gravi, e la corazzata Duilio e il cacciatorpediniere Bersagliere, uniche navi da guerra ai lavori nei cantieri navali, rimangono del tutto indenni, mentre delle 55 navi mercantili presenti in porto due sono affondate (il piroscafo Ezilda Croce e la nave scuola Garaventa), due sono colpite e danneggiate (i piroscafi Salpi e Garibaldi) e 29 subiscono lievi danni da schegge. Considerevoli invece i danni al centro abitato, con 250 abitazioni distrutte, 144 vittime e 272 feriti tra i civili, oltre a 2500 senzatetto. Infruttuosa la reazione delle batterie costiere, mentre la squadra navale, uscita da La Spezia per intercettare il nemico, non vi riuscirà a causa della scarsa coordinazione tra la Marina e l’Aeronautica.

## Bombardamenti aerei

### 11/12 giugno 1940
Primo bombardamento su Genova, nonché (insieme al contemporaneo attacco su Torino) prima incursione aerea subita da una città italiana nella seconda guerra mondiale. Due bombardieri britannici, su 36 decollati dall’Inghilterra (altri due vanno perduti), sganciano cinque tonnellate di bombe, causando pochi danni e vittime.

### 13/14 giugno 1940
Attacco da parte di nove aerei britannici della Fleet Air Arm.

### 15/16 giugno 1940
Otto bombardieri Vickers Wellington della Haddock Force (una formazione britannica dislocata in basi aeree della Provenza con lo specifico scopo di attaccare i centri industriali del Nord Italia) attaccano i cantieri Ansaldo e gli stabilimenti Piaggio.

### 16/17 giugno 1940
Altri tre bombardieri della Haddock Force, su un gruppo di 22 decollati, attaccano di nuovo l’Ansaldo e la Piaggio.

### 2/3 settembre 1940
Incursione da parte del Bomber Command della Royal Air Force; le bombe cadono sulla città, causando due vittime tra la popolazione civile.

### 20/21 ottobre 1940
Altra incursione da parte del Bomber Command.

### 10/11 settembre 1941
Incursione da parte del Bomber Command: 76 bombardieri partiti dalle basi in Inghilterra attaccano in parte Genova e in parte Torino (cinque vengono abbattuti). A Genova le bombe cadono sull’abitato.

### 28/29 settembre 1941
Incursione da parte di 41 bombardieri del Bomber Command, tre dei quali vanno perduti. Le bombe cadono sulla città; alcuni aerei, perso il contatto con la formazione, sganciano bombe su La Spezia e Savona.

### 12 aprile 1942
Incursione da parte di diciotto aerei del Bomber Command della RAF (molti dei quali, smarritisi durante il volo, attaccano Savona e Imperia), che sganciano 9,5 tonnellate di bombe.

### 22/23 ottobre 1942

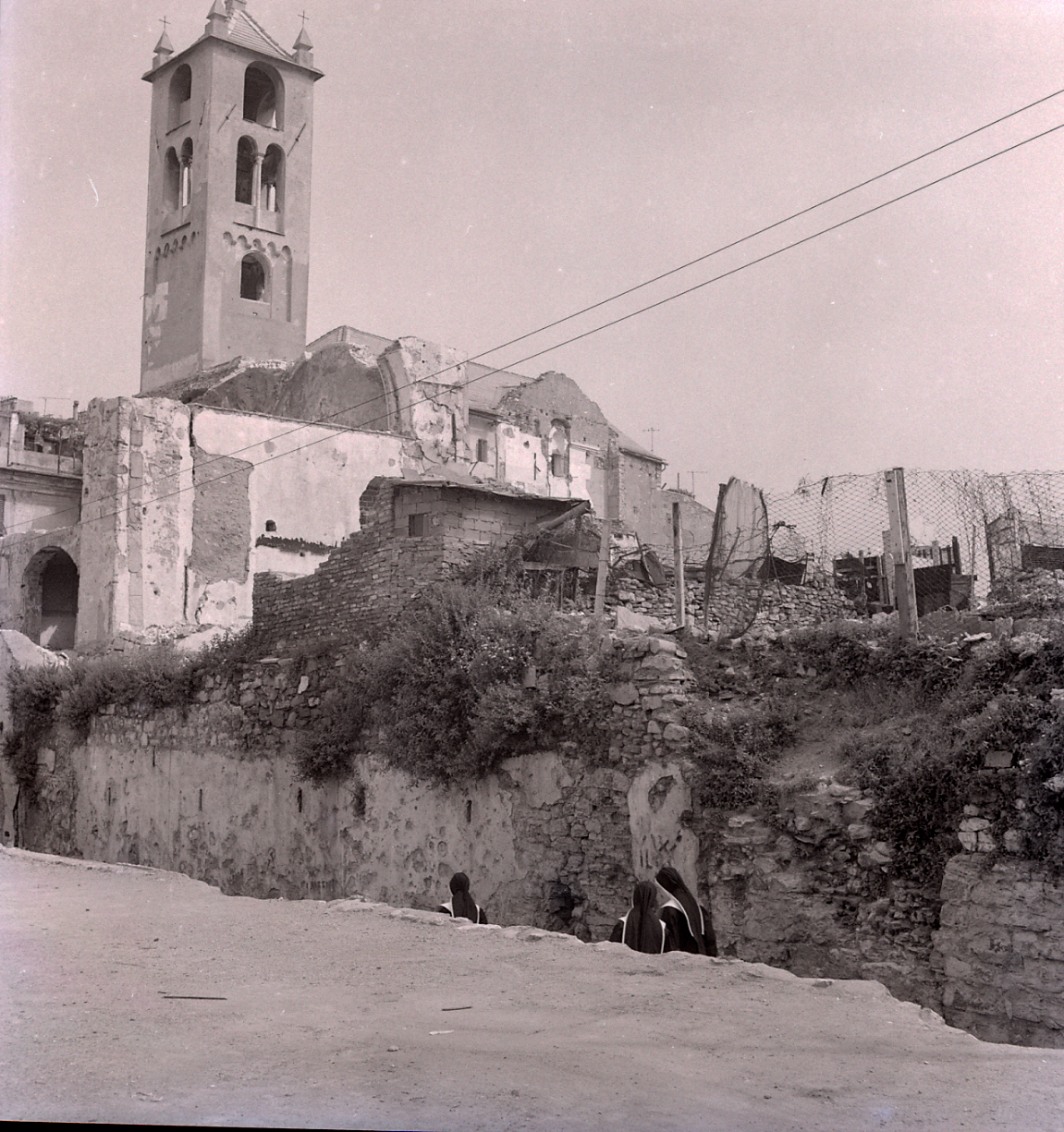
Rovine della chiesa di Santa Maria in Passione.

Prima delle sei incursioni di "area bombing" del Bomber Command della RAF contro Genova dell’autunno del 1942: 100 bombardieri britannici Avro 683 Lancaster (su 112 decollati dalle basi in Inghilterra) sganciano 179 tonnellate di bombe sulla città (punto di mira è Piazza De Ferrari). Vengono colpiti il centro storico, il porto, i cantieri navali, i quartieri orientali; subiscono danni la stazione ferroviaria di Brignole, l'Ospedale di Pammatone, le chiese di Santa Maria in Passione e Sant’Agostino, Sottoripa, i palazzi Spinola, Tursi, San Giorgio e Ducale. Le vittime civili sono 39. Si tratta, in assoluto, del primo bombardamento su una città italiana a utilizzare la tecnica dell'area bombing, con impiego massiccio di spezzoni incendiari: un radicale cambiamento rispetto ai bombardamenti degli anni precedenti, subito percepito dagli abitanti, alle prese con distruzioni e incendi di proporzioni mai viste in precedenza (alcuni incendi non saranno ancora domati dopo ventiquattr’ore). L’indomani mattina, Genova viene visitata dal re e dalla regina: Vittorio Emanuele III visita i quartieri colpiti, mentre la regina Elena fa visita ai feriti negli ospedali.

### 23/24 ottobre 1942
Seconda incursione di "area bombing" su Genova, da parte di 95 bombardieri Short S.29 Stirling e Handley Page Halifax che sganciano 144 tonnellate di bombe. Il maltempo disperde gran parte dei 122 bombardieri originariamente decollati dall’Inghilterra (tre dei quali vanno perduti), molti dei quali attaccano erroneamente Savona (scambiata per Genova) causando 55 vittime, su Vado Ligure o su Torino; a Genova i danni sono relativamente contenuti (vengono colpite, tra l’altro, la Basilica della Santissima Annunziata, il Palazzo Imperiale e il Teatro Paganini, distrutto e mai più ricostruito), tanto che il Bomber Command riterrà l’incursione un fallimento (a differenza di quella precedente e di quelle successive, tutte giudicate riuscite e ben concentrate), ma il panico destato dal bombardamento della notte precedente, di maggiore intensità rispetto a quelli dei primi due anni di guerra, causò una calca presso l’ingresso del rifugio antiaereo allestito nella Galleria delle Grazie, con la morte di almeno 354 persone (secondo i bollettini ufficiali; altre stime parlano di 500 vittime).

### 6/7 novembre 1942
Terza incursione di "area bombing", con lo sgancio di 115 tonnellate di bombe da parte di 65 bombardieri della RAF (su 73 decollati dalle basi in Inghilterra; due vengono abbattuti). Vengono colpiti i quartieri centro-orientali, con danni tra l’altro alla chiesa di San Donato, a Palazzo Cattaneo e a Villa Pallavicini; le vittime civili sono 20.

### 7/8 novembre 1942
Quarta e più pesante incursione di "area bombing": 143 bombardieri (su 175 decollati dall'Inghilterra; sei vanno perduti) sganciano 237 tonnellate di bombe sulla città e sui cantieri Ansaldo, causando 23 vittime. Vengono colpiti i cantieri navali e i quartieri orientali, con danni alla basilica della Santissima Annunziata, al monastero di Santa Chiara, a Sottoripa, ai palazzi Doria, Spinola, Arcivescovile e dell'Accademia Ligustica. Si tratta del bombardamento più pesante subito da una città italiana dall’inizio della guerra (“primato” superato, pochi giorni dopo, dall’incursione su Torino del 20 novembre).

### 13/14 novembre 1942

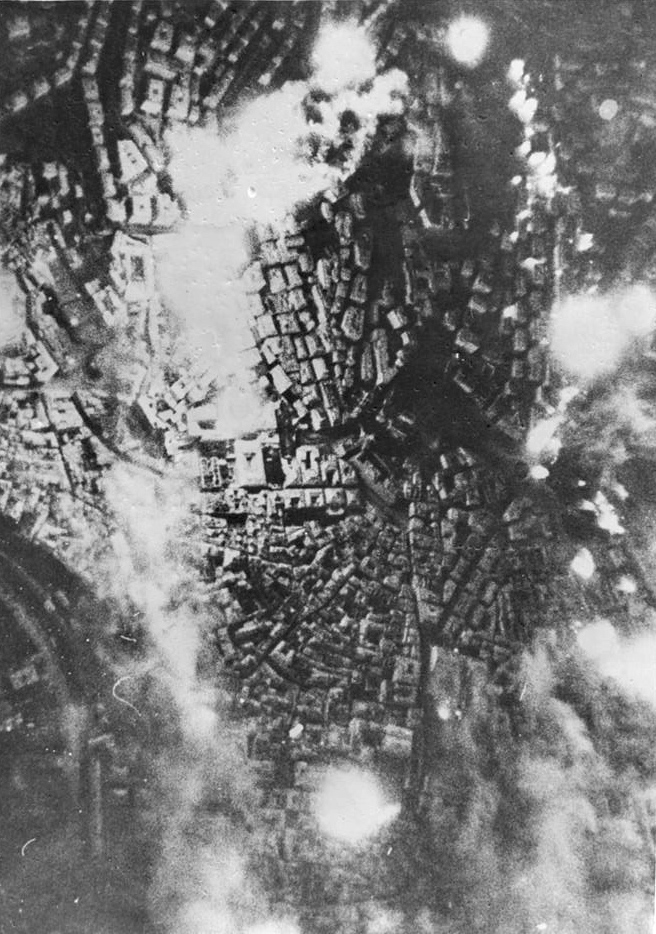
Una foto aerea scattata durante l'incursione del 13/14 novembre 1942.

Quinta incursione di "area bombing", da parte di 70 bombardieri del Bomber Command (su 76 decollati dalle basi inglesi) che sganciano 80 tonnellate di bombe dirompenti e 47 tonnellate di incendiarie. Obiettivi sono l'Ansaldo e la città; entrambi sono colpiti, con danni tra l'altro allo scalo ferroviario di Sampierdarena, alla zona intorno alla stazione Brignole, all'ospedale Galliera, alla basilica di San Siro, alla chiesa di Santo Stefano, ai palazzi Spinola e dell'Accademia Ligustica di Belle Arti, alla Loggia della Mercanzia. Le vittime civili sono dieci.

### 15/16 novembre 1942
Sesta incursione di "area bombing". 68 bombardieri (su 78 decollati dall'Inghilterra) sganciano 115 tonnellate di bombe sulla città, colpendo sia l’abitato (tra cui la chiesa dei santi Cosma e Damiano, la basilica di San Siro, la basilica di Santa Maria Assunta e Palazzo Cattaneo) che il porto e provocando cinque vittime.
Le sei incursioni su Genova dell’autunno 1942, complessivamente, causano la distruzione o il grave danneggiamento di 1250 edifici. 1996 appartamenti sono distrutti o gravemente danneggiati, 1249 lesionati e resi in parte inabitabili, 4438 subiscono danni lievi; in alcuni quartieri più di un terzo degli edifici sono distrutti o gravemente danneggiati. I danni alle strutture portuali, viceversa, sono relativamente contenuti, e riparabili in poco tempo. Le vittime civili, 451, sono relativamente poche, rispetto all’enormità dei danni: ciò è dovuto soprattutto alla buona disponibilità di rifugi antiaerei di Genova, superiori in numero e capienza rispetto alle altre città italiane e in massima parte costruiti in gallerie e sottopassaggi, non soggetti al crollo di edifici soprastanti (una delle principali cause di vittime nei bombardamenti aerei). Le perdite del Bomber Command ammontano in tutto a nove aerei, due dei quali scontratisi in volo.

### 7/8 agosto 1943
Ultima incursione di "area bombing", da parte di 72 bombardieri Lancaster del Bomber Command. Vengono sganciate 169 tonnellate di bombe (94 tonnellate di bombe dirompenti – tra cui 25 bombe "blockbuster" da 1814 kg – e 75 di bombe incendiarie), che cadono sulla città, causando un centinaio di vittime (un bilancio peggiore è evitato grazie all'avvenuto sfollamento di gran parte della popolazione) e 13.000 senzatetto tra la popolazione civile, e sul porto, affondando il cacciatorpediniere Freccia. Particolarmente colpito il centro storico, specialmente nella zona attorno a Piazza De Ferrari (di nuovo usata come "punto di mira": 63 dei 72 bombardieri riescono a sganciare il loro carico entro un raggio di tre miglia), Piazza Corvetto e Carignano, nonché il teatro Carlo Felice, la basilica di San Siro e le chiese della Consolazione e di Santo Stefano. Questo attacco fa parte di una serie di incursioni sulle città italiane avviata dagli Alleati dopo la caduta del fascismo (25 luglio 1943), per colpire l'opinione pubblica e spingere il governo Badoglio alla resa: insieme alle bombe, infatti, vengono lanciati migliaia di volantini propagandistici con il messaggio "Il governo di Roma dice: la guerra continua. Ecco perché il nostro bombardamento continua".

### 21 ottobre 1943
Prima incursione su Genova, ora sotto il controllo della Repubblica Sociale Italiana, da parte della United States Army Air Forces; l’attacco è condotto da 153 bombardieri della Twelfth Air Force. Finita, con l’Armistizio di Cassibile, la stagione dell'"area bombing" finalizzato a colpire il morale della popolazione, si ritorna al bombardamento strategico “di precisione”, diretto contro il porto e la zona industriale; tuttavia, la scarsa precisione delle tecniche di bombardamento usate fa sì che gran parte delle bombe, oltre agli obiettivi, colpisca anche il centro abitato.

### 29 ottobre 1943
133 bombardieri della 12ª USAAF attaccano lo scalo ferroviario e l'Ansaldo, colpendo sia gli obiettivi che la città (subisce danni, tra l’altro, la chiesa di San Giorgio, provocando una sessantina di vittime (i Vigili del Fuoco riescono a salvare 36 persone dalle macerie) e seri danni alla rete idrica e a quella del gas.

### 30 ottobre 1943
Altro attacco contro lo scalo ferroviario e l’Ansaldo, da parte di venti bombardieri della 12ª USAAF. Le bombe colpiscono sia gli obiettivi che la città (soprattutto Sampierdarena, Rivarolo e il centro storico).

### 9 novembre 1943

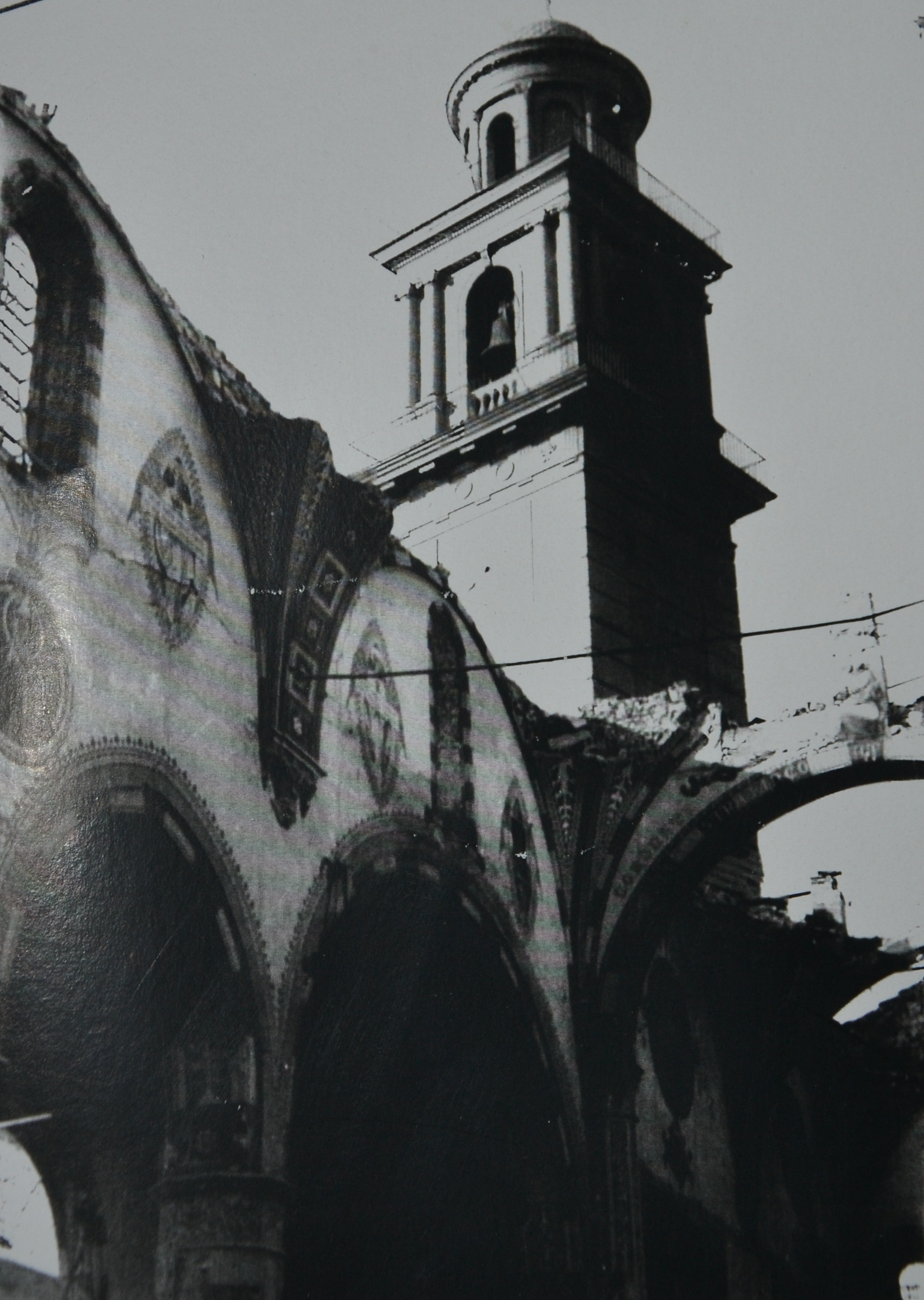
Il Santuario di Nostra Signora Incoronata semidistrutto.

Attacco da parte della 15ª U.S. Air Force, con obiettivo l’Ansaldo. Vengono colpiti sia gli obiettivi, sia la città (subisce gravi danni il Santuario di Nostra Signora Incoronata).

### 11 marzo 1944
Bombardamento da parte di 66 velivoli della RAF, con obiettivo lo scalo ferroviario. Le bombe cadono su Sestri Ponente, Pegli, Rivarolo, Sampierdarena e Cornigliano, provocando sedici vittime e una ventina di feriti tra i civili.

### 19 aprile 1944
Sette bombardieri della RAF attaccano il porto.

### 23 aprile 1944
Altro attacco contro il porto, da parte di nove bombardieri della RAF. Bombe cadono anche sull'abitato, causando tredici vittime tra i civili.

### 28 aprile 1944
Incursione da parte di 21 bombardieri della RAF.

### 29 aprile 1944
Quindici bombardieri della RAF attaccano il porto; le bombe cadono anche sulla città, con nove vittime civili.

### 30 aprile 1944
Incursione da parte di nove bombardieri della RAF.

### 1º maggio 1944

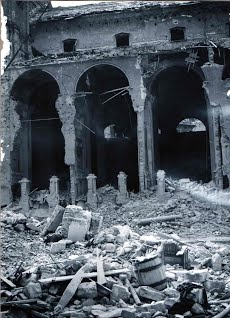
Danni alla basilica della Santissima Annunziata.

Bombardamento del porto da parte di sei velivoli della RAF. Bombe cadono anche sulla città, con due vittime tra i civili.

### 2 maggio 1944
Incursione da parte di dodici bombardieri britannici.

### 9 maggio 1944
26 bombardieri della RAF bombardano il porto. Bombe cadono anche sul centro abitato, provocando quattro vittime tra i civili. Questa sarebbe la data in cui è anche colpito il Teatro del Falcone (sebbene il 19 appaia più plausibile, essendo stata colpita anche l'adiacente università e il centro storico).

### 19 maggio 1944
Bombardamento da parte della 15ª USAAF, con obiettivi il porto e lo scalo ferroviario. Gli obiettivi sono colpiti, ma gran parte delle bombe cade anche sulla città (specialmente nel centro storico; vengono colpite tra l’altro l'Università, la cattedrale di San Lorenzo e l'ospedale San Martino), con 111 vittime civili.

### 28 maggio 1944
Altro bombardamento da parte di bombardieri Consolidated B-24 Liberator della 15ª USAAF, con obiettivo il porto e lo scalo ferroviario.

### 4 giugno 1944
Altra incursione della 15ª USAAF sullo scalo ferroviario, con l’impiego di 217 bombardieri B-17 e B-24; le 497 tonnellate di bombe sganciate colpiscono anche la città, specialmente i quartieri di Voltri, Rivarolo, Cornigliano e Sampierdarena, causando 93 morti e 130 feriti.

### 7 giugno 1944
Bombardamento da parte della 15ª USAAF, con obiettivo i bacini di Voltri; colpiti sia gli obiettivi che la città, con 59 vittime.

### 9 giugno 1944
Altra incursione da parte della 15ª USAAF. Viene colpita la città, con danni tra l’altro alla Chiesa di Santa Maria della Cella.

### 20 giugno 1944
Un bombardamento aereo provoca venti vittime a Sampierdarena.

### 24 luglio 1944
Bombardieri B-24 della 15ª USAAF sganciano 58,5 tonnellate di bombe sul porto, affondando l’incompleto incrociatore leggero Cornelio Silla ma colpendo anche il centro abitato.

### 2 agosto 1944
Altra incursione da parte di B-24 della 15ª USAAF, con obiettivo il porto. Viene colpita anche la città, specialmente il centro storico e il quartiere di San Vincenzo, con ingenti danni e numerose vittime.

### 7 agosto 1944
Attacchi sulle strutture portuali e sulla rete stradale da parte di bombardieri North American B-25 Mitchell e Martin B-26 Marauder della 12ª USAAF.

### 12-14 agosto 1944
Serie di attacchi dell’USAAF contro batterie costiere nella zona di Genova, in preparazione degli sbarchi in Provenza.

### 13 agosto 1944

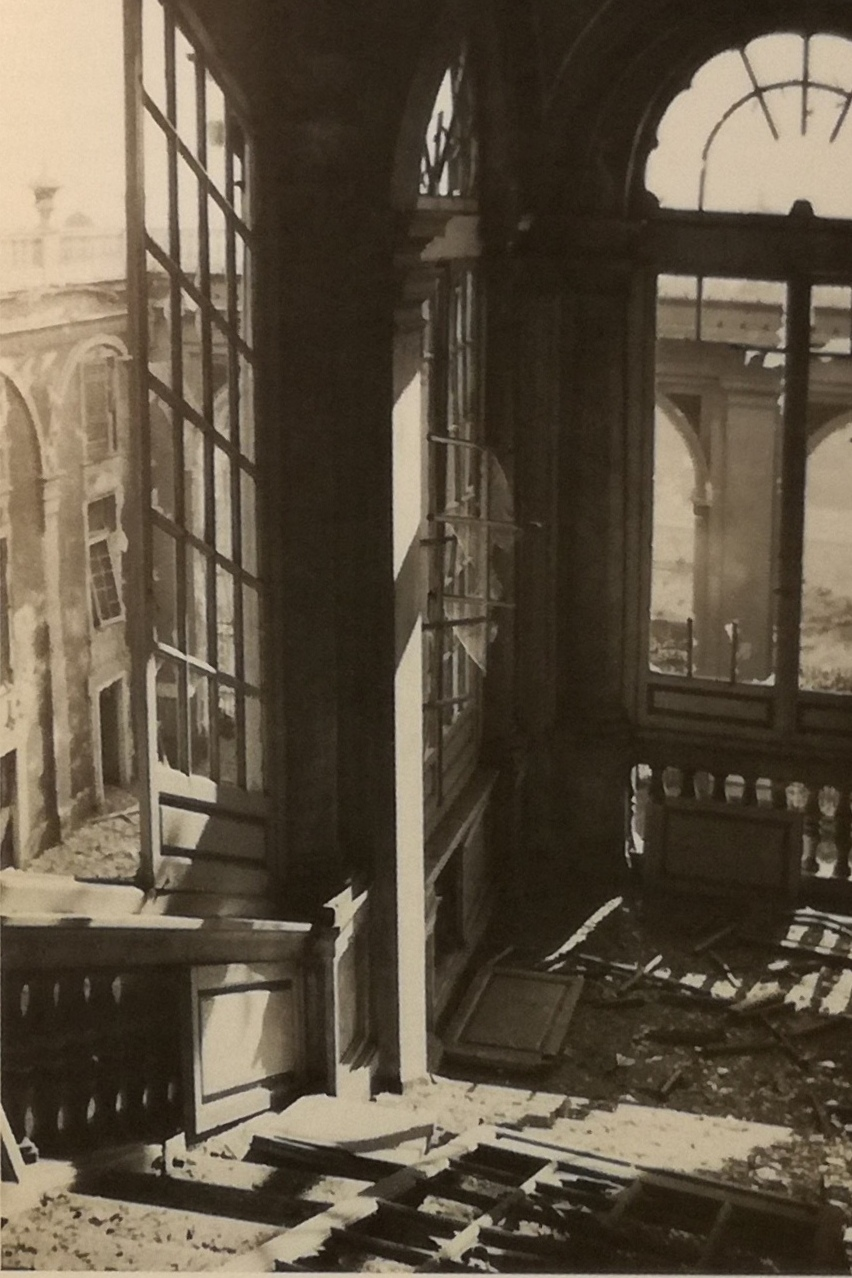
Danni al Palazzo Reale nel 1944.

59 bombardieri della RAF attaccano il porto, ma colpiscono anche la città (subiscono danni, tra gli altri, il Palazzo Reale e la basilica di San Siro). Le vittime civili sono un centinaio.

### 4 settembre 1944
Pesante bombardamento da parte di 144 velivoli Boeing B-17 Flying Fortress della 15ª USAAF, con obiettivo il porto: numerose navi vi vengono affondate (il cacciatorpediniere TA 33, ex italiano Squadrista; la torpediniera TA 28, ex italiana Rigel; i sommergibili Aradam, UIT 5, UIT 6 e UIT 20, ex italiani Sparide, Murena e Grongo; il cacciasommergibili CS 11, i rimorchiatori Capodistria, Tiravanti, Taormina e Senigallia, il posamine Vallelunga, la corvetta UJ 6085 ex italiana Renna, i trasporti militari tedeschi KT 14, KT 16, KT 19, KT 20, KT 43, KT 44, KT 45 e KT 46). Molte bombe cadono anche sulla città, provocando ingenti distruzioni (tra cui quella del Teatro Carlo Felice, già colpito in precedenza, e ulteriori danni al Palazzo Arcivescovile e al Santuario di Nostra Signora delle Grazie al Molo) e centinaia di vittime (oltre 300, secondo una fonte): nel solo rifugio antiaereo delle Grazie, colpito in pieno, muoiono 143 civili.

### 7 marzo 1945
Incursione da parte di 37 bombardieri della RAF, con obiettivo lo scalo ferroviario.

## Bilancio
Considerando il primo bombardamento dell'11 giugno 1940 e l'ultimo del 7 marzo 1945, fra il 1940 e il 1945 Genova fu vittima, in media, di poco meno di un bombardamento ogni mese per quattro anni consecutivi, con vari picchi di intensità. L'aprile-maggio 1944, per esempio, registrò in media un bombardamento ogni 96 ore per 40 giorni consecutivi.
Complessivamente i bombardamenti su Genova arrecarono danni a 11.183 edifici, distruggendo 265.000 vani. Maggiormente colpiti furono il porto, il centro abitato e gli scali ferroviari; nell’aprile 1945 i tre quarti degli stabilimenti industriali risultarono distrutti. Ulteriori danni alle strutture portuali furono arrecati, negli ultimi giorni della guerra, dalle truppe tedesche, che minarono e fecero saltare tratti della diga foranea, misero fuori uso i bacini di carenaggio e gli impianti meccanici, disseminarono 140 mine nel porto e affondarono decine di imbarcazioni di ogni tipo e dimensione (alla fine della guerra fu calcolato che ben 320 navi e 615 galleggianti, tra quelli affondati dai bombardamenti e quelli autoaffondati dai tedeschi, giacessero sui fondali del porto). Nel 1948 risultavano recuperati i due terzi dei relitti, e le strutture del porto avevano recuperato il 70 % della capacità prebellica.
Il patrimonio artistico subì danni considerevoli; 70 chiese e 130 palazzi storici furono colpiti, con danni gravissimi (fino alla completa distruzione) alla chiesa di Santa Maria in Passione, alla chiesa di San Pietro in Banchi, alla chiesa di Santo Stefano, al Santuario di Nostra Signora Incoronata, al Palazzo Arcivescovile, al Palazzo Imperiale, al Palazzo Balduino de Mari, al Palazzo Spinola, al Palazzo Gavotti, al Palazzo Lamba Doria, al Palazzo Pagano Doria, a Palazzo San Giorgio, alla Loggia di Banchi, alla Villa delle Peschiere, alla Villa Brignole Sale, al Teatro Carlo Felice, al Teatro del Falcone (demolito e mai più ricostruito). Completamente distrutti furono i teatri moderni della città: il Paganini, il Regina Margherita, il Politeama Genovese. Subirono seri danni anche il santuario di San Francesco da Paola, le basiliche di Santa Maria Assunta, della Santissima Maria Annunziata del Vastato e di San Siro, la Commenda di San Giovanni di Pré, l’Abbazia di San Giuliano, le chiese della Nostra Signora del Carmine, dei santi Cosma e Damiano, di San Giorgio, di Santa Maria della Cella. Danneggiate anche le chiese di Santa Maria di Castello, dei Santi Vittore e Carlo, di San Nicolò, di San Luca, di San Donato, di San Barnaba e di San Marco al Molo, il Santuario della Madonna del Monte, l'Oratorio di Sant'Antonio Abate, Villa Saluzzo Bombrini e Villa Giustiniani-Cambiaso. Quasi tutti i palazzi storici sulle centrali vie Garibaldi e Balbi furono colpiti, con seri danni al Palazzo Reale, al Palazzo Balbi Piovera, al Palazzo Durazzo-Pallavicini, al Palazzo Bianco, al Palazzo Rosso, al Palazzo Campanella, al Palazzo Podestà e, meno gravemente, al Palazzo Doria-Tursi (sede del Municipio). La cattedrale di San Lorenzo subì danni relativamente contenuti, così come i palazzi Branca Doria, Saluzzo, Spinola di Pellicceria e altri.
Le vittime tra la popolazione civile furono complessivamente circa 2000, i senzatetto oltre 120.000 già a fine 1943.